# Gehoorbescherming

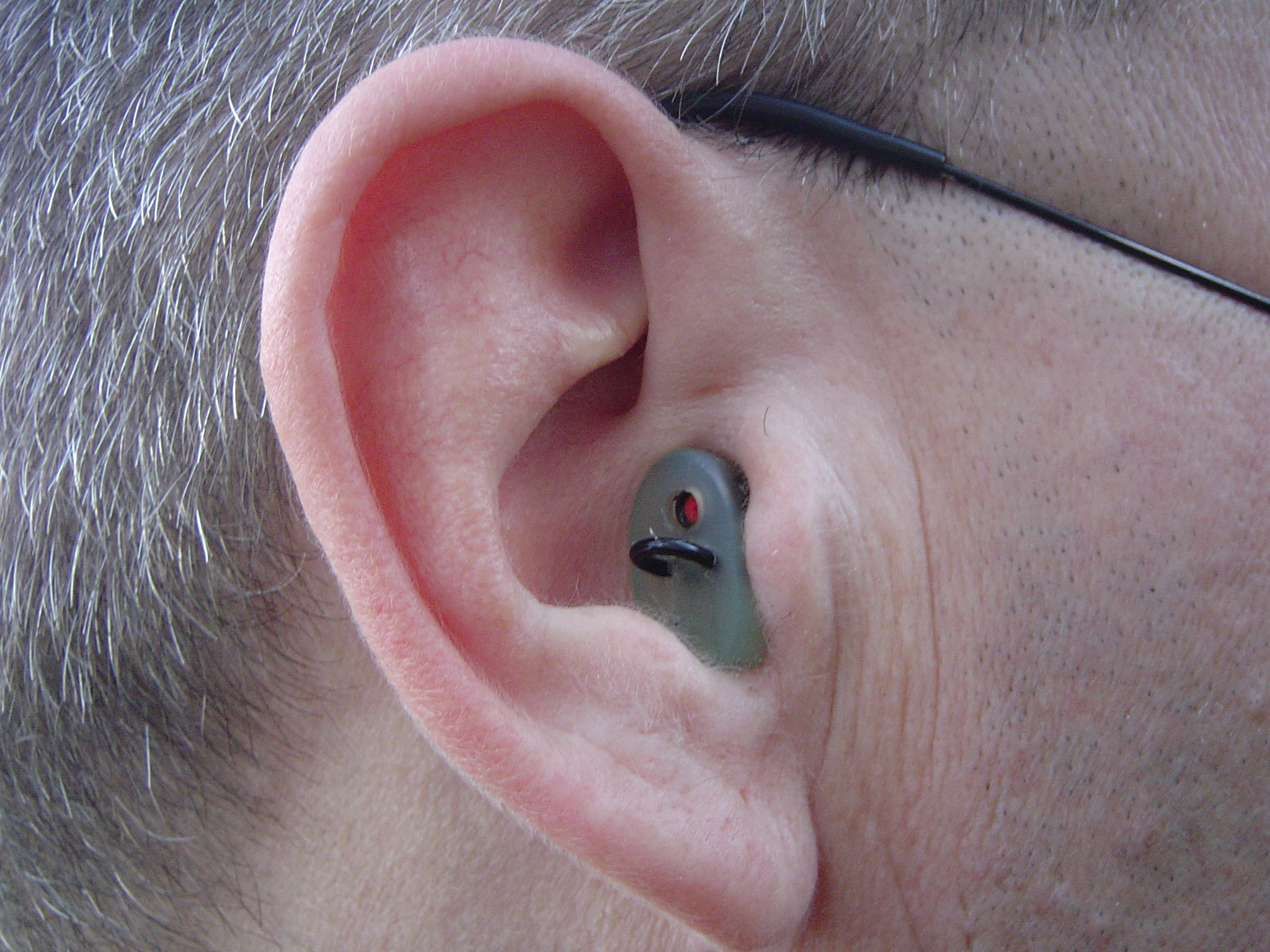
Op maat gemaakte oordop (otoplastiek)

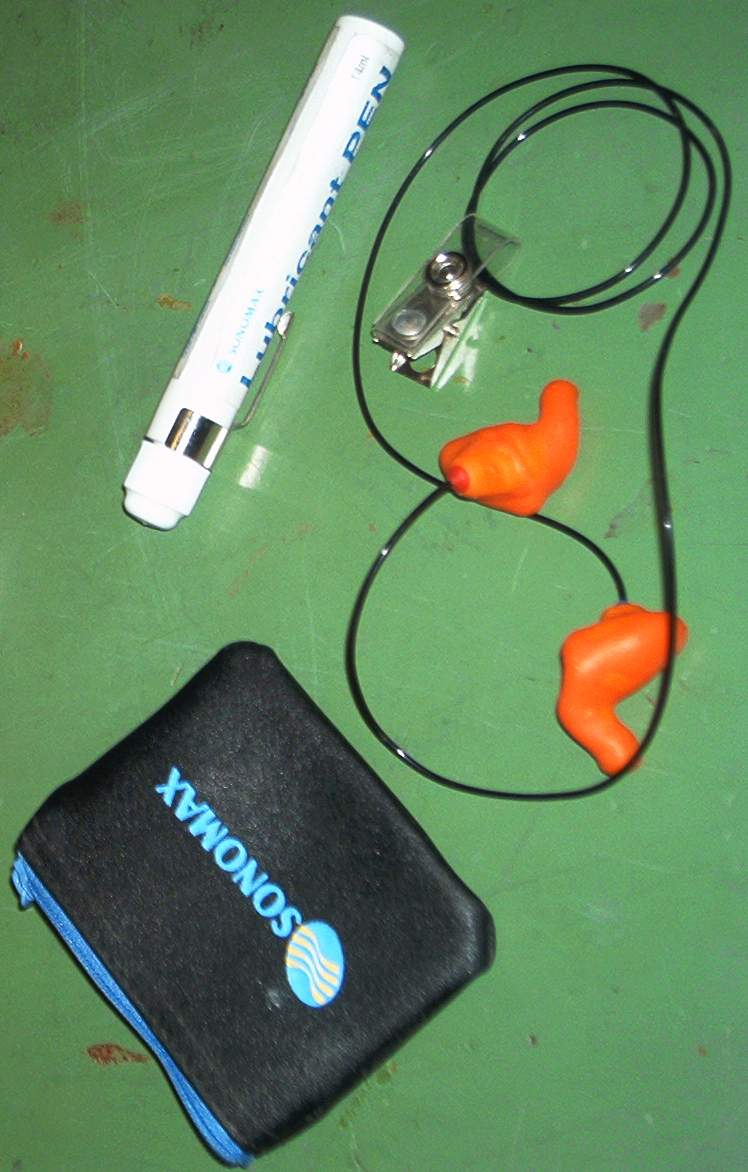
Gehoorbescherming op maat gemaakt.

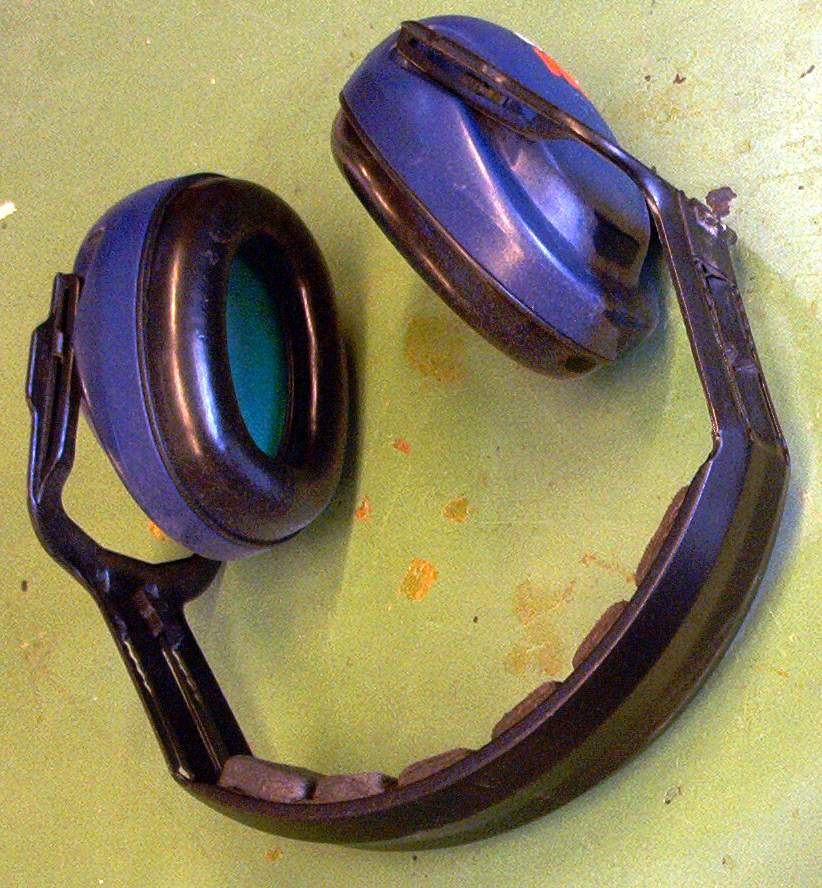
Gehoorbescherming: oorkappen.

Onder gehoorbescherming wordt in het algemeen de fysieke bescherming van het oor tegen lawaai verstaan. Dit voorkomt lawaaidoofheid. Het valt onder de categorie "Persoonlijke beschermingsmiddelen". Gehoorbescherming wordt niet alleen gedragen als bescherming tegen lawaai. Zwemmers dragen bijvoorbeeld ook gehoorbescherming, maar dat is ervoor dat zij tijdens het zwemmen geen water in hun oren krijgen. Er zijn speciale slaapdoppen die tegen omgevingsgeluid helpen aan een goede nachtrust.
Het gehoor is een zintuig dat erg gevoelig is voor langdurige overbelasting. Deze overbelasting begint al bij een geluidsniveau van 80 dB(A) gedurende langere tijd. Deze waarde wordt, uitgaande van 8 uren per dag en 5 dagen in de week, gedurende meerdere werkzame jaren, als veilige grens beschouwd in de Arbeidsomstandighedenwet. Dit geluidsniveau is echter de grenswaarde voor acht uren achtereenvolgende blootstelling.
Bij hogere geluidsniveaus moet de periode van blootstelling korter zijn om permanente beschadiging van het oor te voorkomen. Bij 3 dB toename van het geluid (dit is een factor 2), mag de periode slechts de helft zijn, dus bij 83 dB(A) is maximaal 4 uren toegestaan.
Er zijn verschillende soorten bescherming:
1. Gehoorbescherming op maat (otoplastieken): Otoplastieken worden per individu op maat gemaakt, exact passend in de vorm van de gehoorgang en voorzien van een geluidsfilter dat is afgestemd op de specifieke behoefte van de gebruiker. Er zijn filters met verschillende dempingswaarden. De meeste filters dempen het lawaai maar zorgen er toch voor dat de spraakfrequentie goed verstaanbaar blijft. Hierdoor kunnen mensen in een lawaaiige omgeving met elkaar blijven communiceren. Voor muzikanten is er de mogelijkheid om een 'in-ear monitor' aan te sluiten op de gehoorbescherming. Politie en beveiligingsmedewerkers gebruiken otoplastieken met een portofoonaansluiting. Bij gehoorbescherming op maat wordt vaak een flacon met ontsmettingsmiddel (tevens glijmiddel) bijgeleverd. Otoplastieken gaan lang mee qua materiaal. Doordat de gehoorgang van de mens voortdurend verandert, is het mogelijk dat er na een aantal jaren toch geluid gaat 'lekken'. Het wordt daarom aangeraden om otoplastieken elke drie tot vier jaar te vervangen.
2. Universele gehoorbescherming: Deze soort gehoorbescherming is vaak verkrijgbaar in een paddenstoelvorm en wordt vervaardigd van een flexibel materiaal dat zich kan aanpassen aan de vorm van ieder oor. Deze oordoppen zijn net als otoplastieken verkrijgbaar met filters voor verschillende toepassingen. Universele gehoorbeschermers hebben minder draagcomfort dan een otoplastiek op maat, dit is te compenseren door een universele gehoorbescherming van meerdere lamellen te voorzien. De filterkwaliteit van universele gehoorbescherming is echter gelijk aan die van een otoplastiek indien de gehoorbeschermer akoestische membraanfilters bevat.
3. Oorproppen: Voor incidenteel gebruik zijn in de handel oorproppen verkrijgbaar zonder filters. Deze worden vervaardigd van een soort kunststofschuim of ook van propjes watten. Het geluid wordt bij deze soort niet gefilterd, de prop zelf zorgt voor de demping van het geluid. Bij de juiste toepassing rolt men de prop tussen de vingers totdat er een smalle cilinder ontstaat. Dan legt men de hand over het hoofd en pakt de oorschelp aan de andere kant vast en trekt de gehoorgang open. Daar gaat het rolletje in en het herneemt z'n omvang voor zover dat mogelijk is. Door niet de gehoorgang geheel open te trekken via de hand over het hoofd bereikt dit type oorprop niet het optimale resultaat en geeft een vals gevoel van veiligheid. Deze oorproppen zijn bedoeld om elke dag (of vaker) te vervangen en weggegooid te worden.
4. Oorkappen: een bescherming in de vorm van een beugel met twee kappen die beide oren geheel bedekken; deze soort gehoorbescherming lijkt op een grote koptelefoon. Het biedt geen tot weinig luxe en comfort, en kan zweet onder oorkap veroorzaken bij het dragen. Bij gebruik van een veiligheidshelm zijn de oorkappen niet aan een beugel, maar draaibaar direct aan de helm bevestigd. Oorkappen worden vaak gebruikt bij het werken met machines of gereedschappen die veel lawaai maken.

Deskundigen bevelen aan beschermingsmiddelen individueel te kiezen en de werkelijke geluidsdemping voor elke werknemer te meten.

## Oorkappen in de klas
Een relatief nieuwe trend was dat sinds het begin van het tweede decennium van de 21e eeuw ook basisschoolleerlingen in klaslokalen oorkappen gingen dragen tegen omgevingsgeluid zoals geklets en tikkende potloden, om zich zo beter te kunnen concentreren. Sommige basisscholen hebben de gehoorbeschermers opgenomen in hun inventaris en voorzien de schoolgaande kinderen hier zelf van. Dergelijk standaardgebruik wordt evenwel afgeraden. Het langdurig dragen van geluidsbescherming waar dat niet nodig is kan ertoe leiden dat de gebruiker steeds gevoeliger wordt voor geluidsprikkels, omdat het kind normale geluidsniveaus ontwend raakt. Het kan daardoor in een vicieuze cirkel belanden waardoor gevoeligheid steeds meer toeneemt en kappen steeds meer gedragen worden.

## Websites
- Gemeentelijke gezondheidsdienst. Gehoorschade.